# 陳嘉昊
陳嘉昊（英語：Chan Ka Ho，2004年1月13日—） ，生於香港，香港足球運動員，司職守門員，現時效力香港超級聯賽球隊冠忠南區。

## 球會生涯
2024年7月，陳嘉昊加盟港超球會冠忠南區。。